# Roger Guillot
Pour les articles homonymes, voir Guillot.
Roger Guillot est un réalisateur français né le 6 mai 1954[Où ?]. Il a reçu le César du meilleur court métrage en 1987.

## Biographie
Il réalise une série de docu-fictions du nom de Chacun son siècle, sur la France entière, surtout dans la région centre. Son dernier film, sur la région de Bourgueil, lui a valu les félicitations de toute la commune. De plus en plus de gens s'intéressent à l'association LDM, sauvegardant le patrimoine immatériel de certaines communes, qu'il a montée en 2001 avec Josiane Maisse.

## Filmographie partielle

### Réalisateur
- 1987 : Le 51221 - Film institutionnel SNCF [1]
- 1998 : L'Échappée - Film TV
- 1994 : Un Été à l'envers - Film TV
- 1987 : Piazza Navona - Mini-série TV
- 1986 : La Goula - Court-métrage
- 1993 : La Joie de vivre

### Scénariste
- 1998 : L'Échappée - Film TV
- 1994 : Un Été à l'envers - Film TV

### Monteur
- 1983 : Un jeu brutal de Jean-Claude Brisseau

## Distinctions
- César du meilleur court métrage de fiction pour La Goula
- Prix du public et grand prix du Festival international du court métrage de Clermont-Ferrand[2]